# Staccato

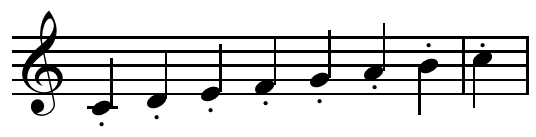
Skala C-dur – staccato

Staccato (wym. stakkato; wł. oderwany, oddzielony) – technika artykulacji w grze na instrumentach muzycznych, w której kolejne dźwięki są grane oddzielnie, ze skracaniem ich wartości. 
W grze na gitarze, harfie czy innych instrumentach strunowych szarpanych staccato wykonuje się poprzez natychmiastowe uciszenie struny po jej szarpnięciu, lub poprzez szarpanie strun już lekko przytrzymanych.
W przypadku instrumentów klawiszowych staccato polega na szybkim uderzeniu w klawisz i poderwaniu w górę dłoni w nadgarstku.
W instrumentach smyczkowych staccato polega na „puszczeniu” smyczka, żeby się zatrzymał, lub oderwaniu go od struny.
W instrumentach dętych z kolei na skróceniu trwania dźwięku oraz specyficznym ataku (np. na trąbce) przez delikatnie ostrzejszy atak na sylabie ta.
Wyróżnia się ponadto dwa rodzaje staccata na instrumentach dętych, umożliwiające szybszą repetycję: podwójne oraz potrójne.
W notacji muzycznej staccato zaznacza się kropką nad lub pod nutą, w zależności od tego, w którą stronę pałeczka jest skierowana.  Należy je zapisać nsd główką nuty lub pod nutą w odległości równej tercji, a gdy nuta jest na linii - w odległości odpowiadającej kwarcie.